# Strålgångsberäkning
Strålgångsberäkning är en akustisk beräkningsmetod som främst används inom rumsakustiken. Metoden går ut på att man betraktar ljudet som partiklar och följer deras färd från ljudkällan. Då en partikel stöter på en ytan reflekteras den samt får mindre ljudenergi på grund av ljudabsorptionen. De partiklar som sedan fångas upp i mottagar positionen används sedan för att beräkna efterklangstid och andra rumsakustiska parametrar.